# 埃斯科·阿霍
埃斯科·塔帕尼·阿霍（芬蘭語：Esko Tapani Aho，1954年5月20日—），芬兰政治家，1991年至1995年担任芬兰总理。自2010年以来他一直是斯科尔科沃基金会理事会成员。

## 生平
阿霍出生于芬兰韦泰利。1974年到1979年，他是芬兰中间党青年会主席。1978年、1982年和1998年三次参加总统选举。1979年到1980年任外交部政治秘书。1980年到1983年成为坎努斯市政当局贸易促进者。
阿霍就读于赫尔辛基大学，1981年获得社会科学硕士学位。
1983年阿霍当选芬兰议会议员，1990年成为中间党主席，任至2002年。该党是芬兰的三个主要政党之一。
36岁时，阿霍成为芬兰历史上最年轻的总理。1991年到1995年，阿霍领导一个中右翼联合政府(中间党、民族联合党、基督教民主党和瑞典人民党)，任内芬兰加入欧盟。阿霍政府面临着1990年代初严重的经济萧条，国家债务急剧上升，他实行的经济政策并不受人们欢迎。导致其在1995年的选举中失利下台。
由于他的身材与美国总统约翰·F·肯尼迪相似，而被人称为“坎努斯的肯尼迪”（Kannuksen Kennedy）。
2000年阿霍竞选总统失败，随后他退出政治活动，在哈佛大学讲学。2003年的选举中他离开议会和退出日常政治，担任芬兰国家研究和发展基金会（SITRA，国家创新基金）主席。
诺基亚在2008年8月宣布，阿霍将加入诺基亚任企业关系和责任执行副总裁。2008年11月1日正式就职。